# Ctenitis humida
Ctenitis humida är en träjonväxtart som först beskrevs av Eugène Jacob de Cordemoy, och fick sitt nu gällande namn av Holtt. Ctenitis humida ingår i släktet Ctenitis och familjen Dryopteridaceae. Inga underarter finns listade.